# Susjinska reka
Susjinska reka (bulgariska: Сушинска река) är ett vattendrag i Bulgarien.   Det ligger i regionen Blagoevgrad, i den sydvästra delen av landet, 90 km söder om huvudstaden Sofia.
Trakten runt Susjinska reka består i huvudsak av gräsmarker. Runt Susjinska reka är det ganska glesbefolkat, med 28 invånare per kvadratkilometer.